# Olympisches Velodrom Athen
Das Olympische Velodrom Athen (griechisch Ολυμπιακό Ποδηλατοδρόμιο) ist eine Radrennbahn im Olympia-Sportkomplex Athen in der Vorortgemeinde Marousi der griechischen Hauptstadt Athen. Bei den Olympischen Sommerspielen 2004 war das Velodrom Austragungsort der Bahnradsport-Wettbewerbe. 

## Beschreibung
Die Radrennbahn ist 250 Meter lang, besteht aus dem afrikanischen Hartholz Afzelia und hat eine Kurvenüberhöhung von 42 Grad. Planer der Bahn war der australische Rennbahn-Architekt Ron Webb, das Dach über der Bahn wurde von dem Spanier Santiago Calatrava entworfen. Das Velodrom bietet Platz für mehr als 5000 Zuschauer.
Vor den Olympischen Spielen 2004 wurde die Bahn renoviert und erhielt ein Dach. Um die Nutzung unabhängiger vor Witterungseinflüssen zu machen, wurde 2006 die Konstruktion verglast. Seitdem handelt es sich um geschlossene Halle.

## Geschichte
Vor Bau des heutigen Velodroms befand sich die alte Radrennbahn auf dem Gelände des Karaiskakis-Stadions, welche dortigen Ausbauten weichen musste. Daher erfolgte in den späten 1980er Jahren der Neubau eines Velodroms auf dem Olympia-Sportkomplex. 
Das Bauwerk wurde anlässlich der Mittelmeerspiele 1991 eröffnet und hieß ursprünglich  Velodrome Konstantinidis, benannt nach dem griechischen Radsportler Aristidis Konstantinidis, dem ersten Olympiasieger der Neuzeit 1896. 
1995, 1996 und 1997 fanden hier Läufe des Bahnrad-Weltcups statt, 1992 und 1999 die UCI-Bahn-Weltmeisterschaften der Junioren sowie 2015 die UEC-Bahn-Europameisterschaften der Junioren/U23. Jährlich finden hier die nationalen Bahnmeisterschaften statt.
Am 6. Oktober 2023 wurde bekannt, dass am Dach des Velodroms und des nahegelegenen Olympiastadions, die beide vom selben Architekten entworfen wurden, Mängel entdeckt wurden, die zur sofortigen Aussetzung aller Veranstaltungen in beider Sportstätten führten. Eine Folgeuntersuchung wurde eingesetzt. Die Mängel wurden im Rahmen von Renovierungsarbeiten an beiden Sportstätten, die vom Betreiber des Olympiasport-Komplexes OAKA, dem Υπουργείο Παιδείας, Θρησκευμάτων και Αθλητισμού [Ypourgeío Paideías, Thriskevmáton kai Athlitismoú, dt. Ministerium für Bildung, religiöse Angelegenheiten und Sport] und dem Assets Development Fund of the Hellenic Republic (TAIPED) getragen werden.